# Marisela Verena
Marisela Verena (1 de septiembre de 1951) es cantautora e intérprete cubana, compositora de música pop latina, pop rock, música folclórica y baladas, reconocida por la poesía de sus letras y sus canciones épicas e ingeniosas, que comenzó su carrera musical a principio de los 1970.

## Vida y carrera
Marisela Verena nació en Pinar del Río, Cuba. Su madre era maestra de Artes plásticas y su padre abogado. Verena salió de Cuba en 1962, como parte de la Operación Pedro Pan.
Verena asistió a la escuela primaria en Iowa, y a las Escuelas Superior y Universidad, en Miami y estudió arte, pintura y cerámica con mucho éxito, se involucró en el teatro, y como estudió piano, violín y después guitarra, descubrió que su pasión era la música. Como incipiente cantautora desde principios de los 1970, vivió en Miami, España, Venezuela y en su querido Puerto Rico. Fue allí donde perfeccionó su arte, en clubes bohemios. La música pop común y corriente, no la atraía y sentía más afinidad por la canción poética con mensaje social, un género no muy favorecido por la industria disquera. No se dejó disuadir y se forjó una carrera en Puerto Rico, que se expandió, de los clubes nocturnos, a grabar discos, a hacer radio y televisión. Después se mudó a España en 1975, donde fue contratada por la CBS (hoy Sony). Ganó un concurso representando a España (el Noveno Festival de la Voz y la Canción, en San Juan, Puerto Rico), y en los años 80 y 90, compuso canciones sobre su tierra natal. Ganadora de un Emmy por su tema "Son de las tres décadas" (Música para el documental “Exilio: del trauma al triunfo”) Además de otros varios concursos de la canción, Marisela es emblemática entre sus compatriotas y está considerada, según el productor de discos Juan Estévez, como “Una compositora de primera clase, con una voz muy distinta.”
Su primer álbum: “Marisela”, se grabó en Miami. El segundo, “Marisela no quiso ir al estudio”, fue el primer disco grabado en vivo en Puerto Rico. Bajo el sello CBS en España, grabó un exitoso sencillo: “Mujer Abeja”. La artista regresó a Puerto Rico, donde ganó el primer lugar en el Festival de la Voz y la Canción, con un tema de su autoría: “País, Amor”. Ha trabajado en los mejores teatros y programas de la TV y ha grabado en Puerto Rico, EE. UU., Santo Domingo (República Dominicana) y Venezuela.
Ha sido autora e intérprete de varios temas de telenovelas y miniseries, ha grabado y compuesto jingles y comerciales, y tuvo su propio show de televisión en Puerto Rico. Cuando se puso nostálgica por su tierra natal y compuso “Raíces”, la canción llegó a los primeros lugares del hit parade en Miami, Nueva York, Nueva Jersey y Nueva Orleans. Sus grandes hits, “Tu Compañera”, “Te queda grande”, “Yo quiero nacer coquí” y "Nosotros los cubanos" escalaron al tope de las carteleras en las estaciones de radio de New York, Miami, Houston, Los Ángeles, San Juan, Santo Domingo, Panamá, Costa Rica, Honduras, El Salvador, Colombia y México. Las canciones de Marisela Verena vienen alcanzando posiciones cimeras del hit parade desde 1983 hasta el presente.
La artista ha actuado en teatros muy reconocidos en Madrid, París, EE.UU y América Latina, como el Teatro Opera en Buenos Aires, Madison Square Garden en New York, James L. Knight Center, Dade County Auditorium y Jackie Gleason Theater for the Performing Arts, en Miami; en el Centro de Bellas Artes Archivado el 28 de junio de 2017 en Wayback Machine. en Puerto Rico, y en el Theatre Du Rond-Pointe en París, Francia; así como en España, México, Santo Domingo y Venezuela. También ha actuado en los mejores shows de radio y TV de esos países.
Verena ha compartido los escenarios del mundo con celebridades de la talla de Julio Iglesias, Raphael, Sandra Mihanovich, Marilina Ross, José Luis Perales, Valeria Lynch, el Dúo Pimpinela, Rocío Jurado, Rocío Dúrcal, Paquito D’Rivera, Arturo Sandoval, Celia Cruz, Gloria Estefan, Rafael José, Zoé Valdés, Pedro Almodóvar, Catherine Deneuve, Gilberto Santa Rosa, Daniela Romo, Oscar D’León, Olga Tañón, Albita, Olga Guillot, Lissette Álvarez, Willy Chirino, Jon Secada, Ricardo Montaner, Guillermo Álvarez Guedes, Amaury Gutiérrez, Gema Corredera, Cristina Rebull y muchos más.
Marisela Verena es hoy la más renombrada cantautora cubana de su generación. Ya sea por la lírica belleza de sus letras, sus satíricas agudezas, o por sus épicas y transcendentales canciones sobre Cuba, la artista se ha ganado una reputación extraordinaria entre sus compañeros músicos y sus fanáticos. Entre los artistas que han solicitado y grabado sus composiciones están Celia Cruz, Gilberto Santa Rosa, Marco Antonio Muñiz, José-José, Dulce, Jorge Muñiz, Sophy, Ismael Miranda, Miliki, Alberto Cortez, Paloma San Basilio, Celi Bee, Melina León, Willy Chirino y Sandra Mihanovich, para mencionar algunos.

## Premios y reconocimientos
- Emmy: “Son de las Tres Décadas”. Música para el documental   “Exilio: del trauma al triunfo”.
- Primer Lugar: Concurso de canciones Billboard Magazine: “Me duelen las manos”.
- Primer Lugar: John Lennon Song Contest: “Zoo-lógica”.
- Primer Lugar: Noveno Festival de la Voz y la Canción, San Juan, Puerto Rico.
- Premio Raíces: que se instituye por su composición, “Raíces”.
- Premio Aplauso 92: Otorgado en cinco ocasiones como Cantautora del Año.
- Llaves de la Ciudad de Miami, que recibe cuatro veces de sus alcaldes.
- “Día de Marisela Verena”: honor otorgado en dos ocasiones.
- Llaves de la Ciudad de Hialeah, por el alcalde de esa ciudad.
- Premio ACE: dado en New York, cantautora.
- Premio ACCA: Miami, cantautora.
- Premio Agueybaná de Oro: en Puerto Rico, Cantautora del año.
- In The Company of Women Award: Reconocimiento como Destacada Figura Femenina del Sur de la Florida
- Primer Lugar, Hit Parade, Billboard Magazine: ha alcanzado los primeros sitios en varias ocasiones con canciones de su autoría e interpretadas por ella.

## Discografía
- Marisela
- Marisela no quiso ir al estudio
- Mujer Abeja (CBS, España)
- Marisela –Tu compañera
- Viento y Madera
- Somos el prójimo
- Motivos del creador
- Viaje Adentro
- Éxitos de Marisela Verena
- Potpurrí Pedro Pan
- Nací en el Caribe
- Somos los que andamos
- Trova, No Oda
- Descendencia
- Pregúntale a un pinareño
- Mi corazón es un pueblo

## Citas de personalidades
- “… Cuando a nosotros los músicos nos gusta un cantante, será alguien de un grupito muy selecto, como Nat ‘King’ Cole, Ella Fitzgerald, Tony Bennett… Elena Burke… Por su buen gusto, gracia, musicalidad y todo lo demás, yo agregaría a esa lista a Marisela Verena sin pensarlo dos veces.” - Paquito D’Rivera, renombrado artista del saxofón y el clarinete
- Una compositora de primera clase, con una voz muy distinta.” - Juan Estévez, Productor Discográfico
- “Miami baila al son de Marisela Verena.” - Hit Parade, El Nuevo Herald
- “Top Latin Albums 2004: ‘Somos los que Andamos’, Marisela Verena.” - Billboard Magazine
- “En medio de la aridez, una voz diáfana, una inspiración inagotable: Marisela Verena, que sin claudicar ante la mediocridad… sigue andando, y hay que seguirla de cerca.” - Norma Niurka, crítica musical El Nuevo Herald
- “Marisela tiene el arte de hacer reír, llorar y pensar en una sola frase; una canción de ella es lluvia fresca en medio de un pantano de mediocridad y no quedan muchos compositores de esa talla.”  - Jorge Luis Piloto, Compositor, Productor.
- “En París, Marisela Verena puso al auditorio de pie… en un acto de justicia poética. La repercusión histórica de este evento para la conciencia europea no pudo tener mejor música.” - Andrés Reynaldo, Viernes Magazine, Miami Herald
- “Tiene una voz cálida que sólo poseen los grandes intérpretes: la escuchas un día y se te queda a vivir dentro para siempre'Italic text'.” - Carlos Alberto Montaner, autor, periodista, editor
- “Tu universalidad es tu poesía, viva en la calle y en el sueño… hilando milagros.” - Zoé Valdés, novelista, escritora
- “Cante donde cante (y cante lo que cante) Marisela Verena (en Café Nostalgia) fue lo mejor de la noche. Para el que sabe apreciar, es una fuente de elevación.” - Eliseo Cardona, Crítico musical, El Nuevo Herald